# Teenstreet
TeenStreet is een jaarlijks terugkerend internationaal en interkerkelijk tienerevenement voor christelijke jongeren tussen 13 en 17 jaar, georganiseerd door Operatie Mobilisatie. In 1993 vond de eerste TeenStreet plaats in Offenburg (Duitsland) met circa 50 deelnemers, geleid door Dan & Suzie Potter. In de laatste jaren namen jaarlijks bijna 4.000 tieners, groepsleiders, vrijwilligers en stafleden deel aan het evenement. Bovendien zijn ook TeenStreet-bijeenkomsten georganiseerd in Tsjechië, Zuid-Afrika, Brazilië, Uruguay, Maleisië en India, met bovendien een potentieel voor Soedan en Australië. Het programma wordt internationaal aangestuurd door Dan en Suzie Potter en Josh en Debs Walker. De 'directeur' van TeenStreet Internationaal is Allister Fugill.

## Locaties en thema's TeenStreet Duitsland
- 1993: Offenburg - You Can Change Your World
- 1994: Friedrichshafen - Living in an Upside Down World
- 1995: Wolfsburg - Another Day in Paradise
- 1996: Mosbach - Original Copies
- 1997: Offenburg - Theater of Life
- 1998: Wolfsburg - Dare To Dream
- 1999: Offenburg - Inside Out Revolution
- 2000: Mosbach - The Image
- 2001: Offenburg - Kingdom Come
- 2002: 25-07-2002 t/m 31-07-2002 - Oldenburg - Secrets Revealed
- 2003: 26-07-2003 t/m 02-08-2003 - Offenburg - re:Discovering Jesus
- 2004: 31-07-2004 t/m 07-08-2004 - Oldenburg - Driving At The Speed Of Life
- 2005: 30-07-2005 t/m 06-08-2005 - Münster - Time Machine: Remember The Future
- 2006: 05-08-2006 t/m 12-08-2006 - Offenburg - Metamorphosis: The Heart of Change
- 2007: 28-07-2007 t/m 04-08-2007 - Oldenburg - Contagious: Infect Your Sphere
- 2008: 02-08-2008 t/m 09-08-2008 - Oldenburg - Blindsight ... a life less ordinary
- 2009: 01-08-2009 t/m 08-08-2009 - Offenburg - Introducing IMPOSSIBLE!
- 2010: 29-07-2010 t/m 04-08-2010 - Oldenburg - Introducing ps:XXIII
- 2011: 30-07-2011 t/m 06-08-2011 - Offenburg - REAL
- 2012: 28-07-2012 t/m 04-08-2012 - Oldenburg - NewSong 40
- 2013: 27-07-2013 t/m 03-08-2013 - Offenburg - >>More
- 2014: 02-09-2014 t/m 09-08-2014 - Münster   - Open

## Buiten Duitsland
- 2004: Brazilië: Maringá - re:Discovering Jesus
- 2005: Brazilië: Maringá - Driving At The Speed Of Life
- 2005: Maleisië: Seremban - Wild Kingdom (3-8 december 2005)
- 2006: Brazilië: Maringá - Time Machine: Remember the Future (22-27 januari 2006)
- 2006: Uruguay: Time Machine: Remember the Future
- 2007: Brazilië: Maringá - Metamorphosis: The Heart of Change
- 2007: India: Secunderabad - Metamorphosis (20-26 mei 2007)
- 2007: Zuid-Afrika: Pretoria - Wild Kingdom (2-7 december 2007)
- 2007: Maleisië: Seremban - Contagious (8-13 december 2007)
- 2008: Brazilië: Maringá Contagious (20-27 januari 2008)
- 2008: India: Secundarabad Contagious (11-17 juni 2008)
- 2008: Zuid-Afrika: Altelekker, Pretoria - Metamorphosis (8-13 december 2008)
- 2008: Maleisië: Mantin - In Gear - Engage your world (9-13 december 2008)
- 2009: Uruguay: Montevideo (stad) - Contagious (17-24 januari 2009)
- 2009: Brazilië: Maringá - Blind (26-31 januari 2009)
- 2009: Australië: Dural, Sydney - Wild Kingdom (april 2009)
- 2010: Brazilië: Maringá - Impossible